# Mezzanotte e un minuto (singolo)
Mezzanotte e un minuto è un brano musicale del cantautore italiano Gigi D'Alessio, pubblicato il 27 marzo 2009 dalla Sony Music.

## Descrizione
Il brano è il secondo singolo estratto dall'album Questo sono io.
Mezzanotte e un minuto è un “regalo speciale”, una vera e propria dedica in musica alla persona amata che arriva a sorpresa. Un pensiero di buon compleanno fatto di “note e parole”, intangibile, ma destinato a rimanere senza tempo nel cuore di chi lo riceve.

## Tracce
Download digitale
Testi e musiche di Gigi D'Alessio.
1. Mezzanotte e un minuto – 4:10